# Monumento a la Familia Minera
El Monumento a la Familia Minera es una escultura creada por el artista chileno Germán Ruz Baeza (artista del pueblo) en 2000, ubicada a orillas del km 10 de la Carretera del Cobre, en el sector denominado "Tierras Blancas" de Machalí, en la Región de O'Higgins, Chile. Homenajea al núcleo familiar de la principal actividad de la zona, la minería. Representa a un minero, con su casco y linterna, junto a su mujer y su hijo. La obra tiene 10 m de altura, 25 m de ancho y pesa 7 toneladas. Fue esculpida en los talleres de la División El Teniente de Codelco.
Ha generado controversia por cuanto fue emplazado a la entrada de un terreno privado, sin permiso de edificación por parte de la Municipalidad de Machalí, por lo que los dueños del paño solicitaron en 2016 su demolición, a lo que la comunidad local se manifestó en contra, solicitando que la escultura sea declarada Monumento Nacional para impedir su destrucción.